# Seestraße (Berlin-Wedding)
Die Seestraße ist eine rund 3,2 Kilometer lange Hauptverkehrsachse, die von Südwesten nach Nordosten größtenteils im Ortsteil Wedding des Berliner Bezirks Mitte verläuft und ein Zubringer zur Stadtautobahn ist.

## Straßenverlauf
Die Seestraße ist ein Teilstück des offenen Straßenringes um die Berliner Innenstadt, der in Neukölln als A 100 seinen Anfang hat und bis nach Friedrichshain führt. Die Straße beginnt an der Abfahrt Seestraße an der Grenze zwischen den Ortsteilen Plötzensee und Moabit. Nach 500 Metern überquert sie den Hohenzollernkanal und erreicht damit den Ortsteil Wedding. Sie führt südlich am Plötzensee, dem sie ihren Namen verdankt, vorbei in Richtung Kreuzung mit der Afrikanischen und der Amrumer Straße.
Auf diesem Abschnitt befinden sich an der nördlichen Seite die St.-Pauls-, Nazareth- und St.-Johannis-Kirchhöfe und gegenüber das Areal des Rudolf-Virchow-Klinikums. Des Weiteren stehen hier der Campus für das Gärungsgewerbe mit der Versuchs- und Lehranstalt für Brauerei und die Preussische Spirituosen Manufaktur.
Am Kreuzungspunkt mit der Müllerstraße liegen der von Heinrich Jennen geplante und 1923 eröffnete U-Bahnhof Seestraße sowie der Haupteingang zum städtischen Urnenfriedhof Seestraße.
Weiter verläuft die Straße südlich des St.-Philippus- und des städtischen Urnenfriedhofs sowie des Apostelkirchhofs bis zum Louise-Schroeder-Platz und geht dort an der Grenze zu Gesundbrunnen in die Osloer Straße über.

## Hausnummernsystem
Von der Anlage der Straße bis zum Ende des 19. Jahrhunderts waren die Parzellen in Hufeisenform nummeriert. Die Zählung begann westlich am Nordufer, führte von Nummer 1 bis Nummer 40 an der Reinickendorfer Straße, auf der anderen Straßenseite zurück bis Nummer 84. Um 1930 vergab die Verwaltung neue Hausnummern, die seitdem ununterbrochen verwendet werden. Sie reichen von Nummer 1 und 2 (gehören zu Charlottenburg-Nord), über 3 bis 126 – weiterhin in Hufeisenform – bis Nummer 131 (gehört zu Moabit).

## Geschichte

### Entstehung

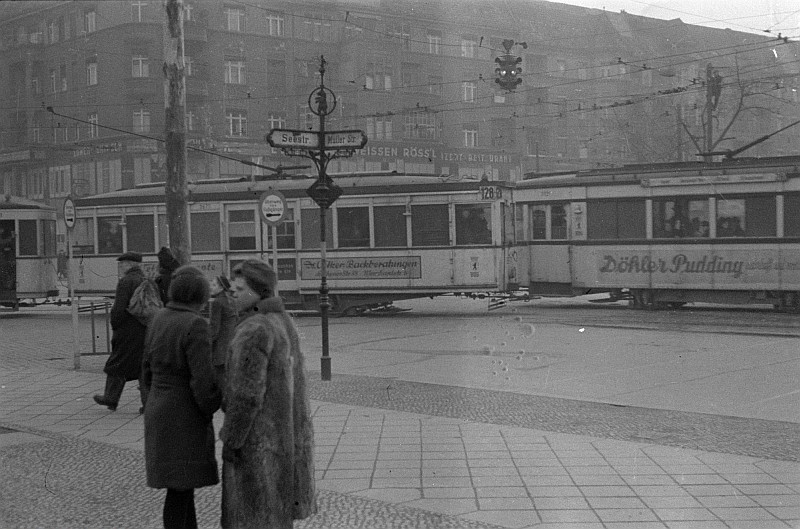
See- /Ecke Müllerstraße, um 1945/1946

Die Straße verläuft durch das Gebiet der früheren Kämmereiheide. Sie entstand schon vor der Parzellierung dieses Forstgebiets; auf einer Karte des Jahres 1827 ist sie bereits namentlich enthalten. Sie wurde Teil eines von Peter Joseph Lenné 1841 konzipierten Plans, das gesamte damalige Berliner Gebiet durch einen Ring (eine Gürtelstraße) zu umschließen. Ihre Bebauung erfolgte zu Beginn des 20. Jahrhunderts. Die Seestraße begann, als die Stadtautobahn noch nicht vorhanden war, noch weiter südwestlich, verlief entlang des nördlichen Ufers des Neuen Verbindungskanals bis zum Habsburger Ufer. Auf dieser Trasse liegt seit den 1960er Jahren die Berliner Stadtautobahn A 100, die an der Südlichen Seestraßenbrücke beginnt.
An ihrem östlichen Ende, dem heutigen Louise-Schroeder-Platz – anfangs: Oskarplatz – verlief die Seestraße ursprünglich diagonal weiter bis zur Letteallee. Dieses Ende wurde jedoch am 15. November 1957 in Reginhardstraße umbenannt. Die direkte Verbindung zwischen Oskarplatz und heutiger Reginhardstraße wurde zugunsten einer übersichtlicheren Kreuzungsführung aufgelöst.

### Entwicklung und Niederlassung verschiedener Einrichtungen

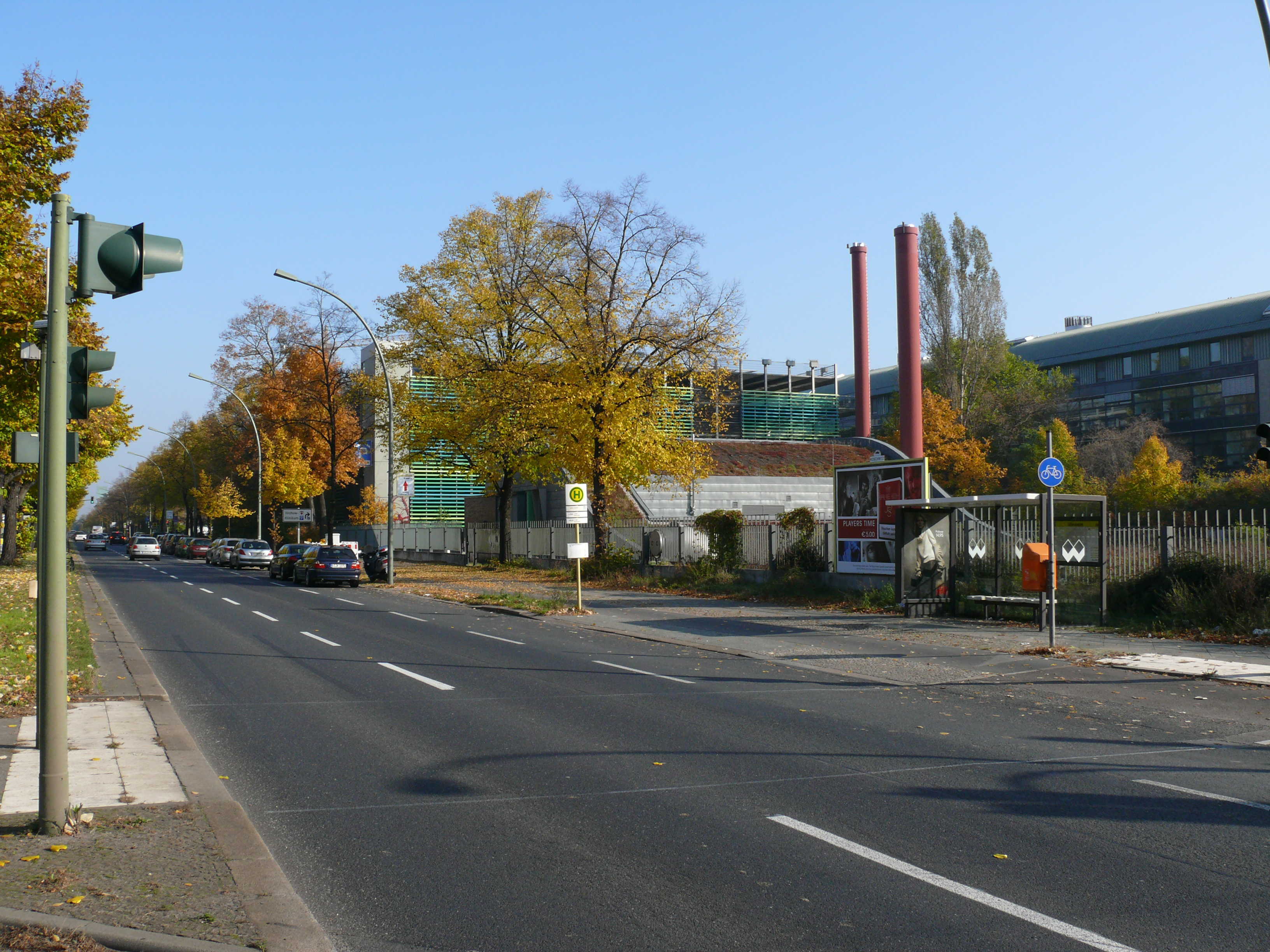
Abwasserpumpwerk Seestraße

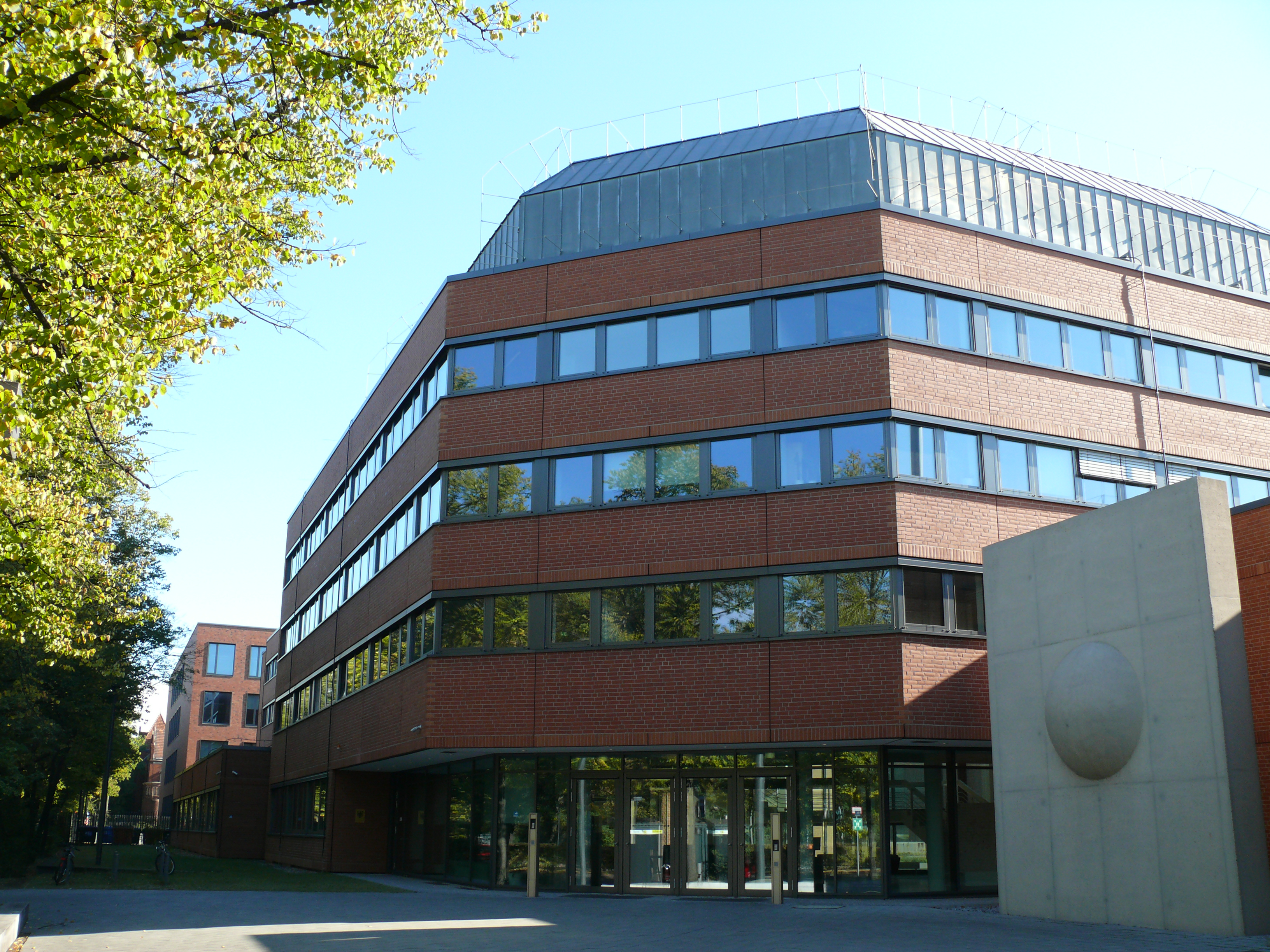
Robert Koch-Institut

Am südlichen Ende der Seestraße befindet sich das Abwasserpumpwerk Seestraße. Hier wurde ab 1886 das Abwasser zu den nördlich Berlins gelegenen Rieselfeldern nach Schenkendorf, Müllersfelde, Lindenhof und Schönerlinde gepumpt. Das 1997 modernisierte Werk befördert die Abwässer aktuell zum Klärwerk Ruhleben.
Auf der anderen Straßenseite befindet sich die frühere Justizvollzugsanstalt Plötzensee (im Berliner Volksmund „Die Plötze“ genannt) mit der nahegelegenen Militärbadeanstalt. Auf dem Gelände der Strafanstalt findet sich des Weiteren die Gedenkstätte Plötzensee.
Die ehemalige Militärbadeanstalt am Plötzensee ist ein Freibad mit Bootsverleih geworden. Hier agierte der Schuhmacher Wilhelm Voigt, der am 16. Oktober 1906, in der Uniform eines Hauptmanns auftretend, die in der Seestraße stationierte Mannschaft der Schwimmschulwache vom Plötzensee seinem Kommando unterstellte, mit ihr nach Köpenick fuhr und dort die Ratsschatulle übernahm. Durch Carl Zuckmayers 1931 veröffentlichten Roman Der Hauptmann von Köpenick. Ein deutsches Märchen ging der Streich in die Literaturgeschichte ein.
Entlang dieser Straße ließen sich gegen Ende des 19. Jahrhunderts in rascher Folge auf den Parzellen Unternehmen nieder. Im Jahr 1905 weist das Berliner Adressbuch beispielsweise einen Ausschank der Berliner Bock-Brauerei und eine Grabdenkmalfabrik aus (Nummer 3), ein Versuchsfeld der Königlichen Landwirtschaftlichen Hochschule, das Institut für Gärungsgewerbe und Stärkefabrikation mit zahlreichen Versuchs- und Lehranstalten (Spiritusfabrikation, Hefe, Brauerei mit der Hochschulbrauerei, Landmaschinentechnik, … alle Nummer 13) und für Zuckerfabrikation an der in die Seestraße einmündenden Amrumer Straße.
Auf Parzelle 11 etablierte sich 1907 die aus der Vereinigung der Versuchsanstalt des Verbandes Deutscher Müller und des Staatlichen Versuchskornhauses gegründete Versuchsanstalt für Getreideverarbeitung.
Auf dem Grundstück Seestraße 10 entstand der Standort Seestraße des Robert Koch-Instituts, der am 3. Februar 2015 in Anwesenheit der Bundeskanzlerin Angela Merkel, Gesundheitsminister Hermann Gröhe und Umweltministerin Barbara Hendricks eröffnete. Hier befindet sich die Mehrzahl der Forschungslabore einschließlich des neu eingerichteten Biosafety-Level-4-Labors. Zentrale Einrichtungen wie die IT-Abteilung haben hier nun ihre Niederlassungen.
Die Bergmann Electricitäts-Werke Aktiengesellschaft (Nummern 32c–32e; seit Ende des 20. Jahrhunderts Osram Carree), ein Schwesternwohnheim der Gemeinde Kapernaum (Nummer 66) und Militär-Schießstände (Nummer 72) sind in diesem Straßenbereich ebenfalls zu finden. Auf den Parzellen zwischen 18 und 68m standen zu Beginn des 20. Jahrhunderts überwiegend Mehrfamilien-Wohnhäuser.

### Verkehrsentwicklung
Die Seestraße ist von Beginn an relativ breit mit einem grünen Mittelstreifen angelegt worden. Von der am Südende der Straße gelegenen Beusselstraße über den damaligen Oskarplatz weiter bis nach Prenzlauer Berg fuhren seit Beginn der 1930er Jahre auf dem Mittelstreifen Straßenbahnen.
Am 15. Januar 1953 endete der gemeinsame Straßenbahnbetrieb zwischen Ost- und West-Berlin. Der West-Berliner Abschnitt der Straßenbahn-Linie 3 auf der Seestraße wurde am 1. August 1964 stillgelegt, die Gleise danach abgebaut. Der Mauerfall machte es möglich, die Straßenbahn von der Bornholmer Straße wieder in die Seestraße zu verlängern. Der Betrieb begann am 25. Oktober 1997 als Verlängerung der damaligen Linien 23 und 24 (die in Ost-Berlin ununterbrochen verkehrten) auf der Seestraße zunächst bis zum Louise-Schroeder-Platz, später dann bis zum Virchow-Klinikum. Spätere Linienumbenennungen führten dazu, dass nunmehr die Linien M13 und 50 auf der Seestraße verkehren.
An der Kreuzung mit der Müllerstraße liegt der U-Bahnhof Seestraße, der zur Linie U6 der Berliner U-Bahn gehört.

## Gebäude (Auswahl)

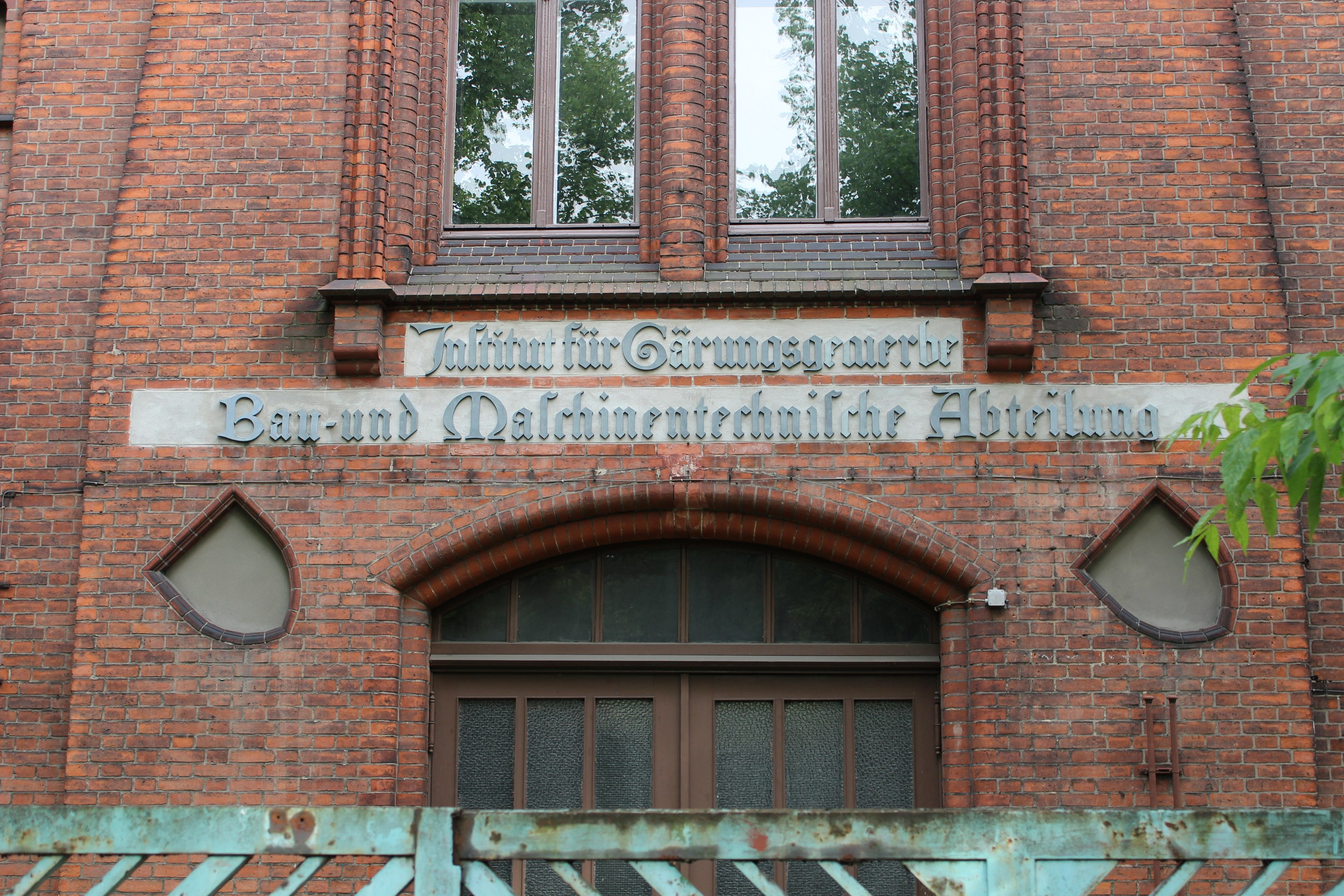
Die ehemalige Bau- und Maschinentechnische Abteilung des Instituts für Gärungsgewerbe

In der Seestraße befanden oder befinden sich die folgenden Gebäude und Institutionen:
- Hausnummer 11: Versuchsanstalt für Getreideverarbeitung
- Hausnummer 12: Forschungsinstitut für Stärkefabrikation[8]

### Institut für Gärungsgewerbe und Biotechnologie
- Hausnummer 13 (zuerst: Nummer 4)

Das Gebäude des Instituts für Gärungsgewerbe wurde zwischen 1901 und 1905 errichtet. Auf dem hinteren Gelände befindet sich im 21. Jahrhundert die Versuchs- und Lehranstalt für Brauerei (VLB) sowie im Gebäude der Alten Mälzerei die Preussische Spirituosen Manufaktur.

### Kapernaumkirche

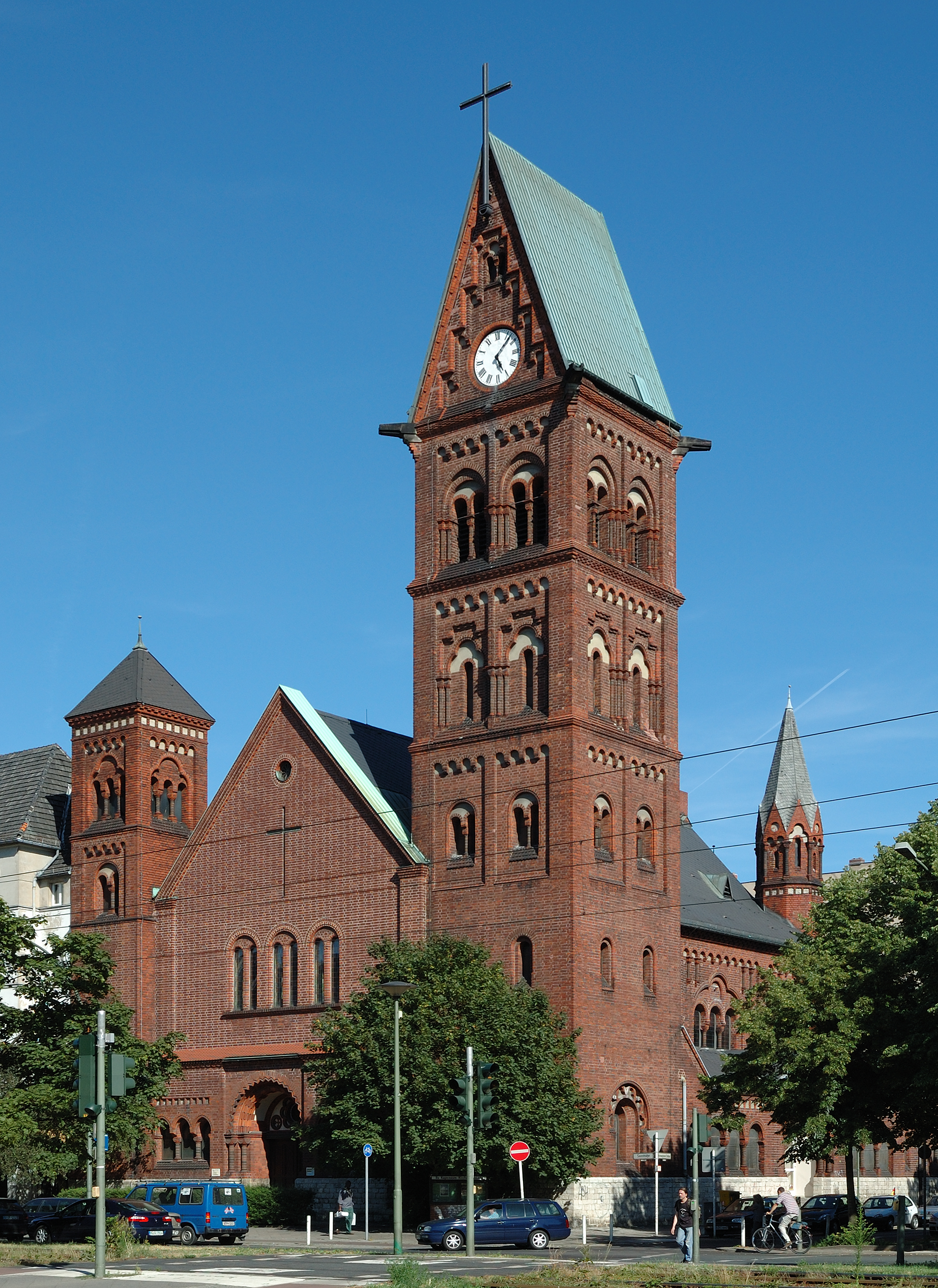
Kapernaumkirche

- Hausnummern 34/35, zusammen mit dem Pfarr- und Gemeindehaus (zuerst: Nummern 14/15)

In den Jahren 1900–1902 wurde das Kirchengebäude auf damals noch unbebautem Gebiet nach den Plänen von Karl Siebold aus Bethel (Bielefeld) errichtet. Das Grundstück sowie das Geld zum Bau der Kirche wurden der Kirche geschenkt, um eine Aufwertung des umliegenden Baulandes zu erreichen, das dem Stifter Graf Eduard Karl von Oppersdorf gehörte. Zwischen 1909 und 1911 wurde an die Kirche das Gemeindehaus angebaut, das nach Westen an einen Häuserblock anschließt.

### Osram-Höfe

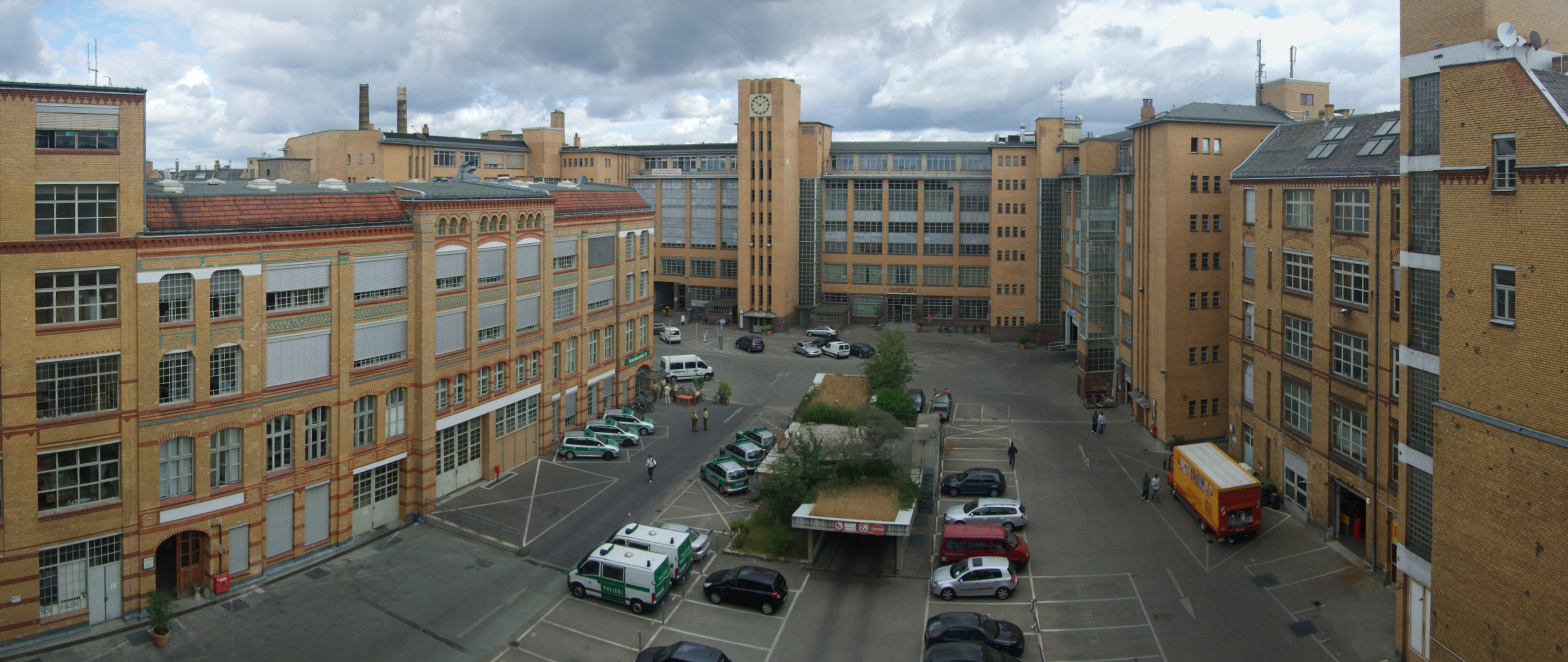
Osram-Höfe, Seestraße 64 (früher: Nummer 32) /Oudenarder Straße 16–20 /Groninger Straße 25–27 /Liebenwalder Straße 21

- Hausnummern 64/65 (zuerst: Nummern 32c–32e)

Das Gebäudeensemble der Bergmann Electricitäts-Werke Aktiengesellschaft besteht aus einem Verwaltungsbau und Werkhallen für die Produktion von Glühlampen. Ab 1935 war es Werk B (Bergmann) der Osram GmbH, das sich um mehrere Höfe gruppierte. Die Osram-Produktion in Berlin wurde zum Ende des 20. Jahrhunderts eingestellt. Nach umfassender Sanierung konnten die Osram-Höfe an mehrere Interessenten vermietet werden. Sie firmieren nunmehr unter dem Namen Carreé Seestraße.

### Kiosk Seestraße
- Hausnummer 93

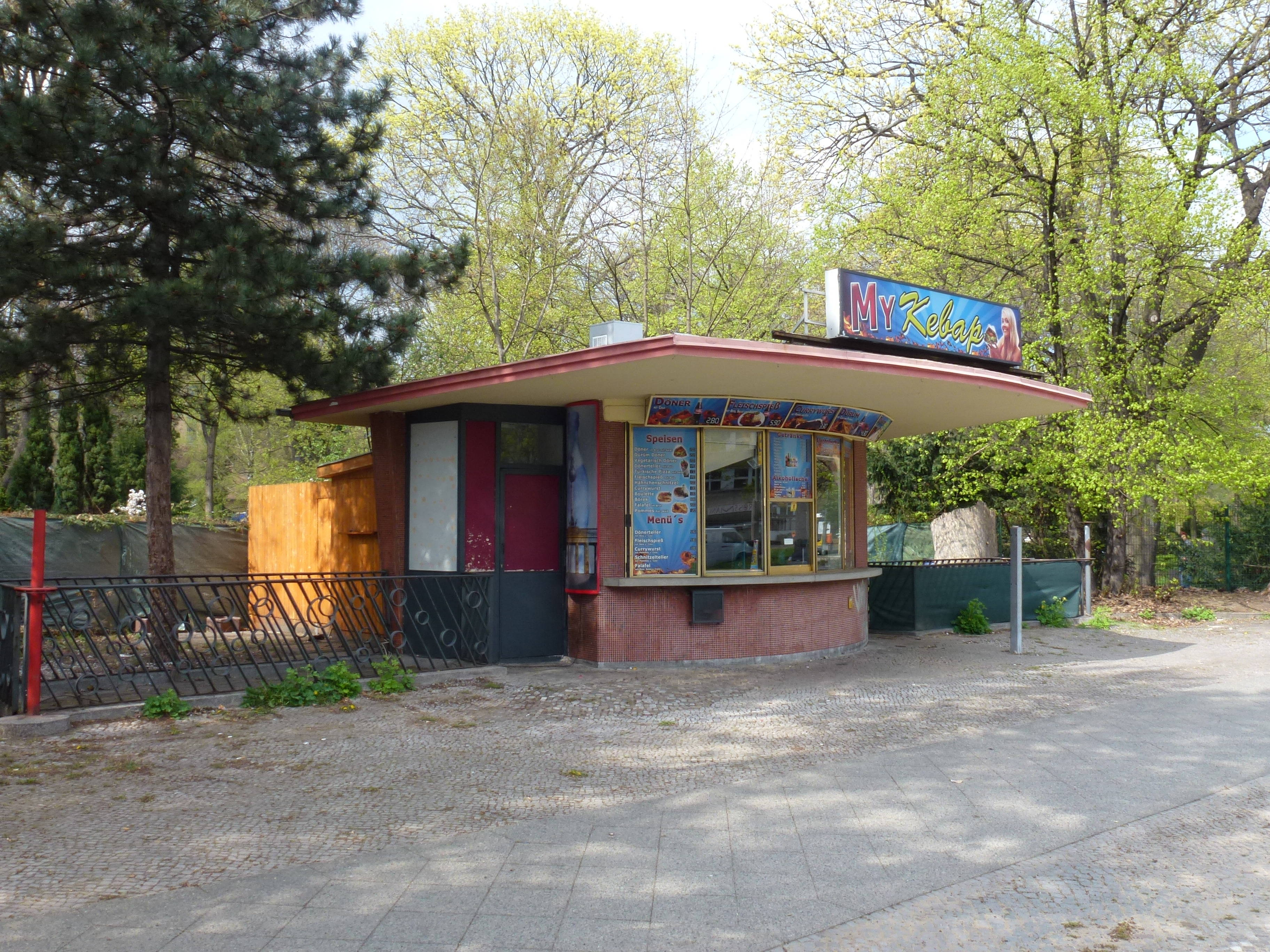
Kiosk Zustand 2012

Der Kiosk Seestraße 93 entstand als Nachfolger eines ähnlichen Gebäudes direkt auf der Kreuzung. Um 1955 entstand der Zeitungskiosk mit seiner eleganten, geschwungenen Form in der typischen Form der 1950er Jahre. Unter einem weit auskragenden Spannbetondach sieht man eine Verkaufsstelle mit leicht geschwungener Schaufensterfront, die symmetrisch von zwei Telefonzellen begleitet wird. Es schließen sich Abgänge zu einer unterirdisch gelegenen Damen- und Herrentoilette an.

### Mietshaus
- Hausnummer 99 (zuerst: Nummer 64)

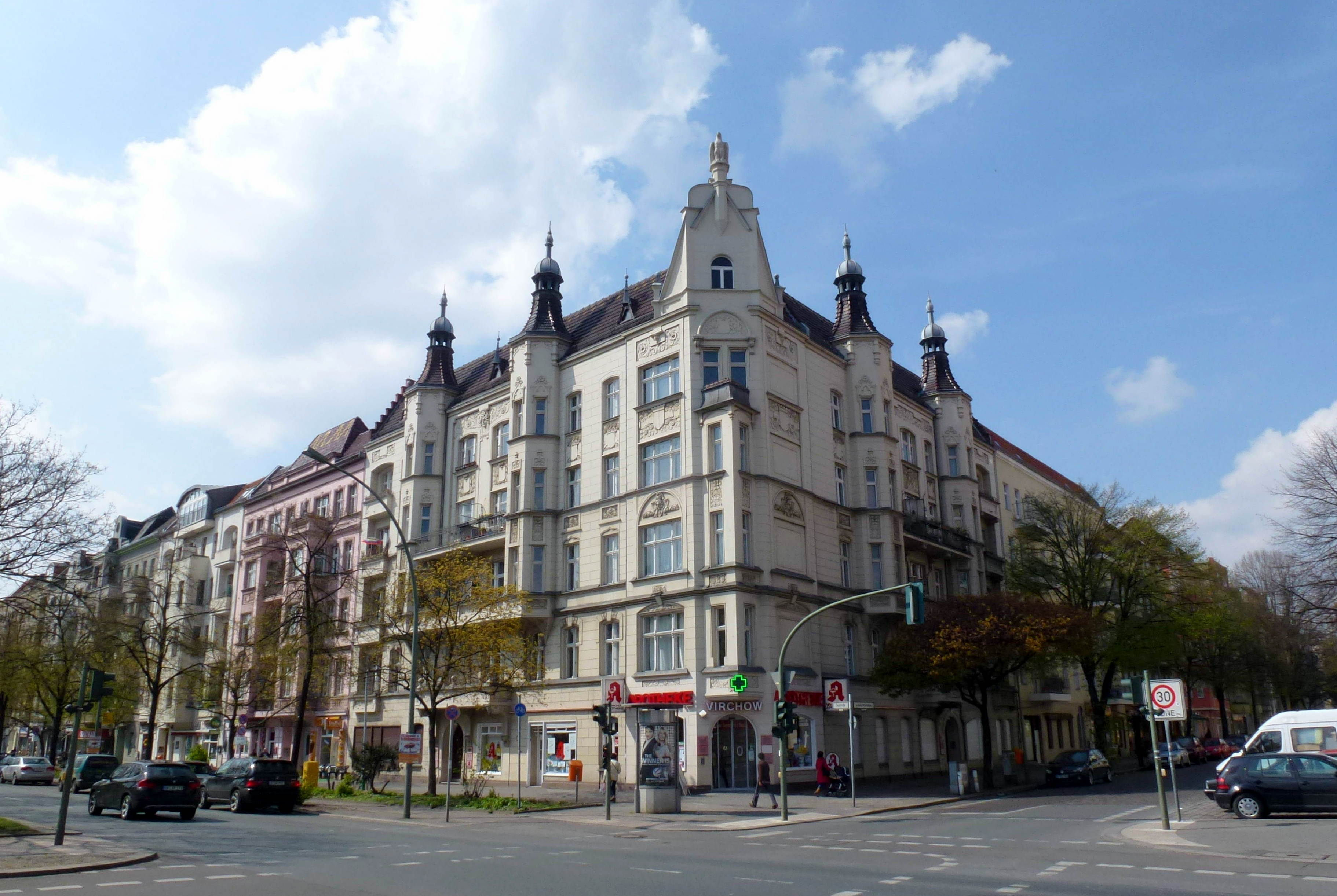
Mietshaus Seestraße 99

Das Mehrfamilien-Mietshaus an der Ecke Cornelius-Fredericks-Straße wurde 1899/1900 nach Plänen von Arnold Kuthe errichtet und mit zahlreichem Bauschmuck verziert, der vollständig erhalten geblieben ist. In diesem Abschnitt, zwischen Afrikanischer Straße und Müllerstraße, erweckt die Ringstraße den Eindruck eines großstädtischen Boulevards. Besonders auffällig sind hier die Berliner Ecke und die in beide Straßen hineinragenden Ladengeschäfte im Erdgeschoss. Die Fassaden sind verputzt, mit einer Quaderung und mit ornamentalen Jugendstilreliefs versehen. Turmerker mit zierlichen Dachhauben sowie Balkone, angeordnet zwischen den Erkern, verstärken die prachtvolle, einem Boulevard angemessene Erscheinung.